# Абу Хатім ібн Хамад
Абу Хатім Ахмад ібн Хамад ібн Ахмад Ар-Рази (араб. أبو حميد أحمد بن حمد بن أحمد الرازي; 847—934) — ісмаїлістський проповідник, полеміст. Один з основоположників вчення батинітів.

## Загальні відомості
Народився у Реї, пройшов шлях зороастрійця, матеріаліста, після чого вивчав скептицизм і сумнів у істинності своєї релігії і прийняв ісмаїлізм. Був одним із основоположників філософської доктрини ісмаїлітів. Був вагомою фігурою батинітів Реї, залучав до цього руху багатьох політичних діячів Азербайджану, Ісфахану, Дейлему і т. д. Один з таких людей — емір Мардавідж бен Зіяра.

## Виступ батинітів
В ІХ-Х ст. на території Кухистану, Іраку і Хорасану набувало поширення вчення карматіві батинітів .
Це пов’язують з діяльністю Джафара ас Садика, шостого і останнього шиїтського імама. Його син Ісмаїл помер ще за життя батька, Мухаммед(син Ісмаїла) нібито передав ряду своїх друзів свої таємниці, і ті, в свою чергу, відправилися проповідувати – Мубарик в Куфу, Абдалах ібн Меймун – в Кухистан. Останній передав справи чоловікові на ім’я Халаф, котрий був викритий владою і змушений згодом тікати до міста Рей. Там він помер. Однак в цьому місті утворилась чисельна община ісмаїлітів , що підтримувала рід Халафа. Зокрема, вдало вів просвітницьку діяльність один з його внуків. Правнук Халафа Абу Джафар Кабір саме й взяв в якості заступника Абу Хатіма. Останній заміняв Абу Джафара, коли той хворів, і вирішив змістити його й після одужання. Після цього Абу Хатім вирушив до Табаристану і там проповідував свою віру, говорив про те, що скоро з’явиться новий імам, вів пропаганду проти Алідів. Сам Ібн Ар-Рази стверджував, що знає настанови цього імама. Горяни Дейлему та гели перейшли на його сторону і навіть планували похід на Багдад. Проте, в очікуваний час імам не з’явився, вождь дейлемців був убитий. Це спонукало бунтівників повернутися до сунітського вчення, попередньо звинувативши Ібн Хатіма в шарлатанстві і порівнявши його з Маздаком. Була здійснена невдала спроба вбити проповідника, але він встиг втекти і помер у вигнанні.

## Полеміка і творчий доробок
Абу Хатім вів полеміку з мусульманським вченим Абу Бакром Ар-Разі, називаючи його єретиком, в той час, як ісмаїлізм сам вважався єретичним вченням. Матеріали цих диспутів лягли в основу книги Абу Хатіма «Знамення пророцтва». В даній книзі автор також подає опис зороастризму, маніхейства, християнства та ісламу. Та все ж, іслам розглядається як єдиновірна релігія, відстоюється авторитет пророка Мухаммеда та спростовуються всі судження Абу Бакра. В той же час, Абу Хатім  поєднував іслам з неоплатонізмом. Також Абу Хатім критикував і своїх одновірців, наприклад, основоположника  філософського ісмаїлізму . в Середній Азії Абу Абдалаха Нахшабі.за допущені ним помилки в питаннях ісмаїлістської теології.Творчий доробок автора складається з п’яти книг, з яких збереглися лише три: «Книга виправлень», «Книга прикрас» і «Знамення пророцтва». Абу Хатім прекрасно знав Коран,хадіси, розбирався в питаннях християнства, юдаїзму. Також йому були відомі всі тонкощі давньоіндійських і давньоіранських релігій. Вчений вивчав грецьку науку і філософію, захищав позиції ісламу і укріпляв його догмати. В радянській науці вважався атеїстом. Абу Хатім в своїх книгах приховував свою приналежність до ісмаілізму, ймовірно подавав інформацію так,щоб сунніти не змогли його розсекретити. Філософ став засновником нової науки -філософії релігії і все життя займався порівняльним релігієзнавством. Ібн Хамад вів фундаментальні дискусії зі своїм земляком Абу Бакром, розкриваючи психологічні,економічні,духовні,філологічні, історичні аспекти ісламу. Абу Бакр вважався релігійним вільнодумцем і Абу Хатім взяв собі за мету викрити цього "єретика". Цей "єретик" не визнавав жодної релігії окрім ісламу,піддавав критиці всіх пророків та ідеологію імаматів. Навіть ставив під сумнів могутність Бога і його здатність змінювати хід подій.Абу Хатім,як прихильник теорії про шиїтів-імамітів,не міг з цим погодитися. Він стверджує, що кілька разів особисто зустрічався з Абу Бакром по ініціативі останнього, тоді ж і розгорілася дискусія щодо ісмаїлізму. Ібн Хамад розкритикував тезу свого опонента про те,що всі люди від народження є рівними по розуму, і кожен може прикласти зусилля,щоб зрівнятися з філософами і посилити своє положення в суспільстві. Абу Хатім вважає, що люди діляться  на соціальні стани і є нерівними за розумовими здібностями.що Абу Бакр ніяк не може змінити і також не може цього не визнати. Ібн Хамад приділяв увагу самоосвіті,вона була для нього важливою навіть на рівні мислителя. Абу Бакр цього також не визнавав.             